# Pixie (kapsel)

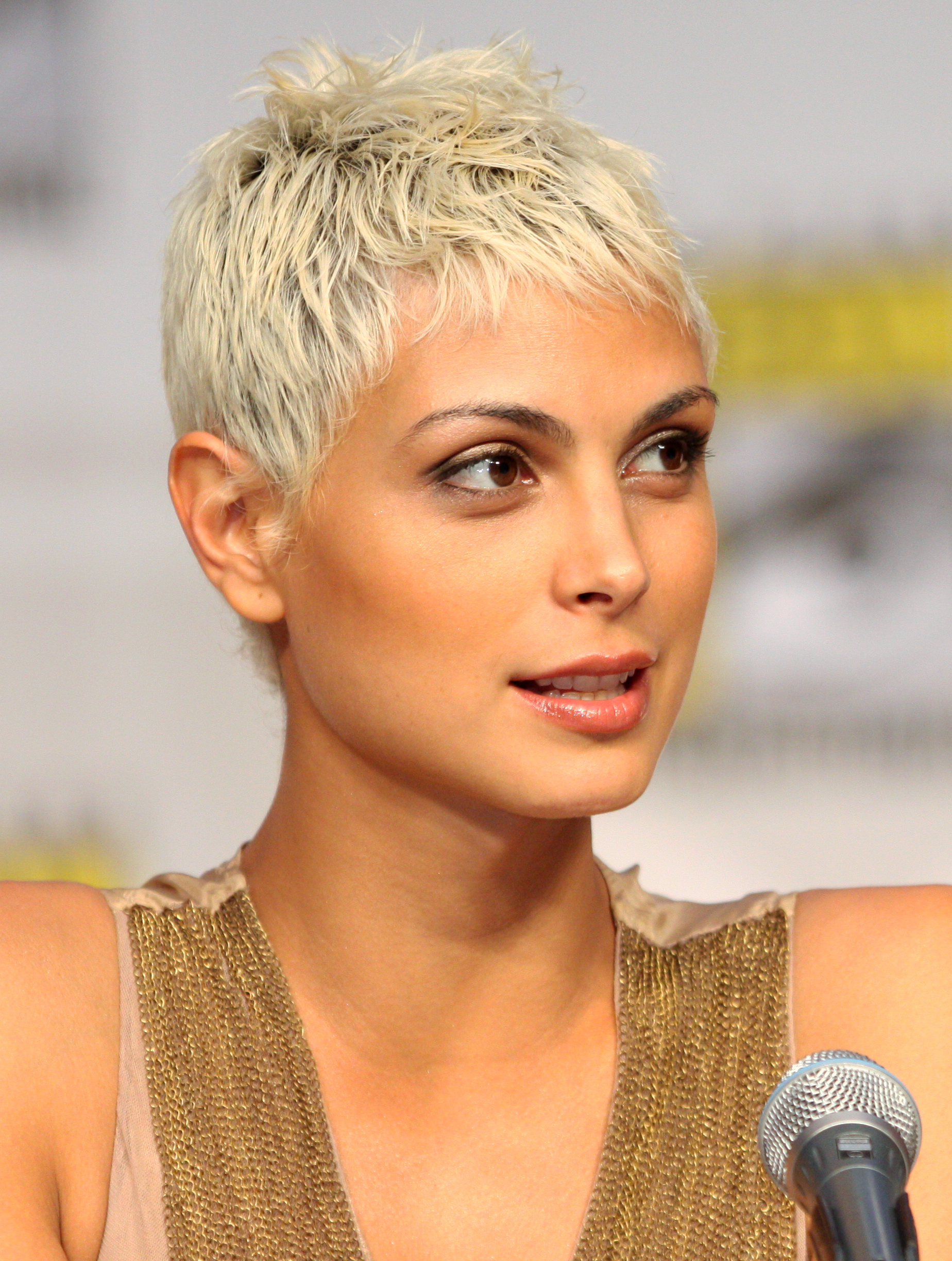
Morena Baccarin in 2010 met een pixie-cut

Een pixie is een kort kapsel dat over het algemeen kort is aan de achterkant en zijkanten van het hoofd en iets langer aan de bovenkant en een zeer korte pony.  

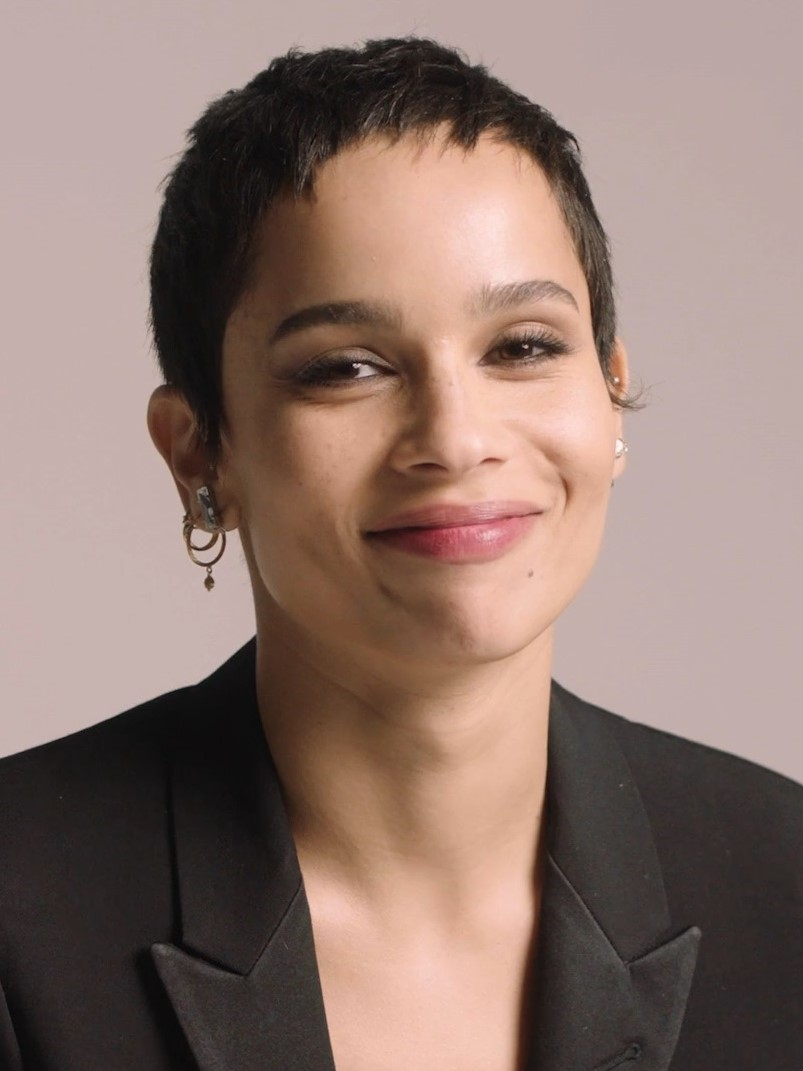
Zoë Kravitz met een korte pixiesnit, 2020

De pixiehaardracht werd voor het eerst populair in de jaren vijftig toen Audrey Hepburn de stijl droeg in haar debuutfilm Roman Holiday en later in de jaren zestig door actrice Mia Farrow (met name in Roman Polanski 's Rosemary's Baby). Ook het Britse supermodel Twiggy en actrice Goldie Hawn maakten het kapsel populair. Het kapsel was ook in de mode in het midden van de jaren negentig waarbij Halle Berry in de James Bond-film Die Another Day uit 2002 het kapsel weer op de kaart zette.
Een pixie is een kapsel dat enig onderhoud vraagt. De stijl moet regelmatig bijgeknipt worden. Ook is het gebruik van haarproducten aan te bevelen.

## Bixie
De bixie is een variant van de pixiestijl. Het is een samenvoeging van de woorden Bob, voor het kapsel met die naam, en Pixie. De Bixie werd in de jaren 90 gedragen door actrices als Cameron Diaz, Victoria Beckham en Meg Ryan. De Bixie was de haartrend van 2022 en voorlopers van deze trend zijn actrices Rowan Blanchard en Florence Pugh.

## Foto's

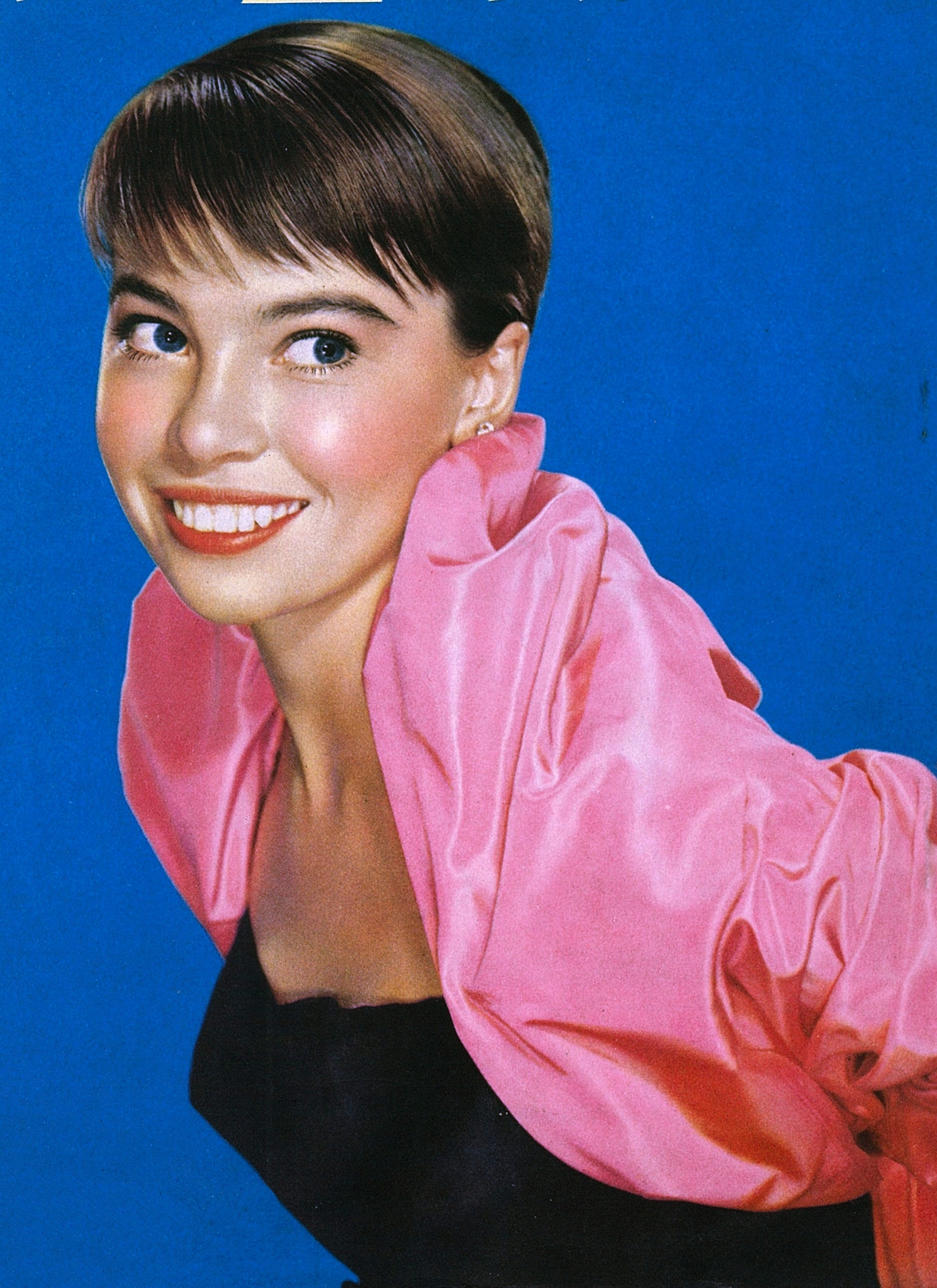
Leslie Caron met een pixiesnit, 1953
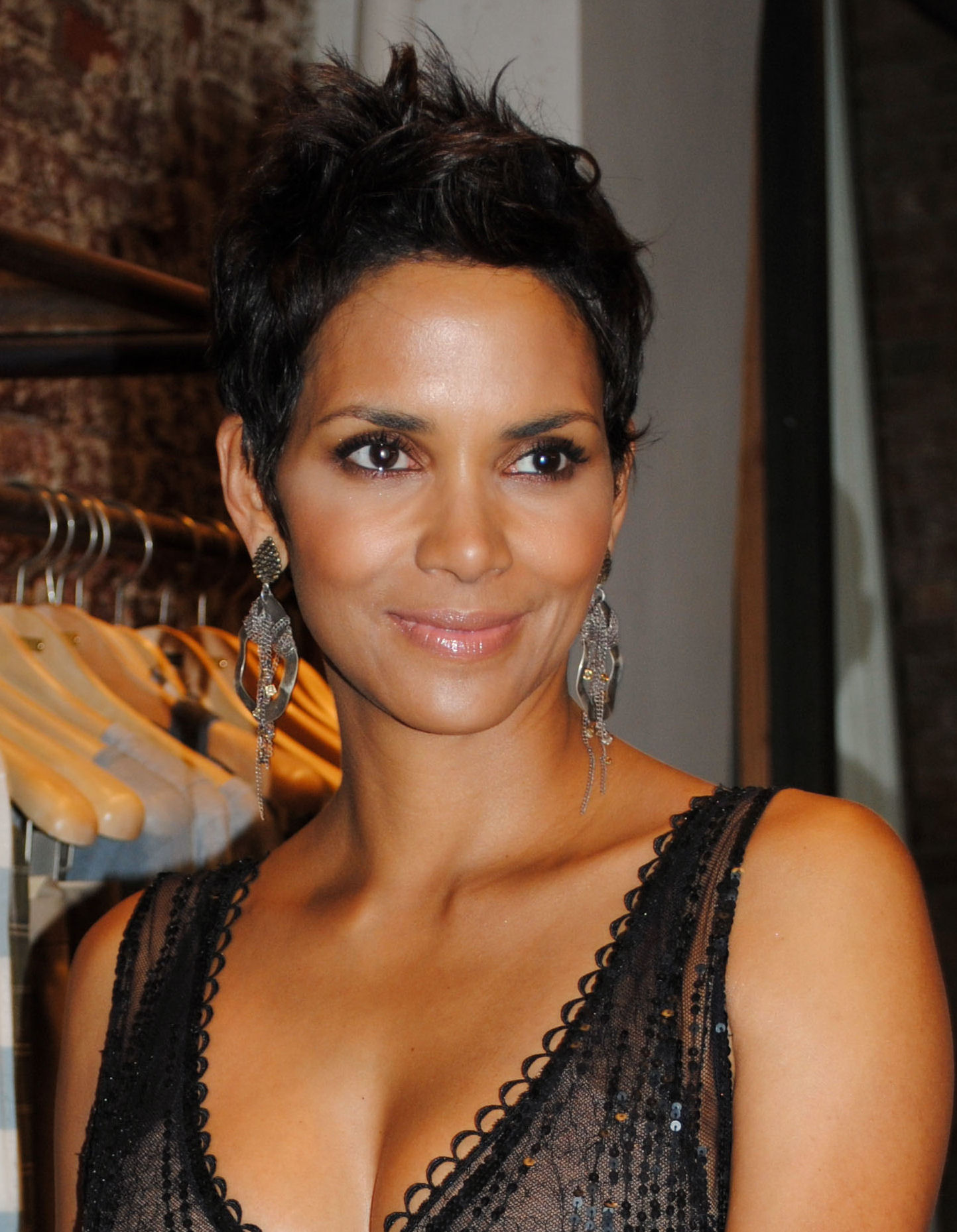
Halle Berry, halflang pixiesnit, 2010
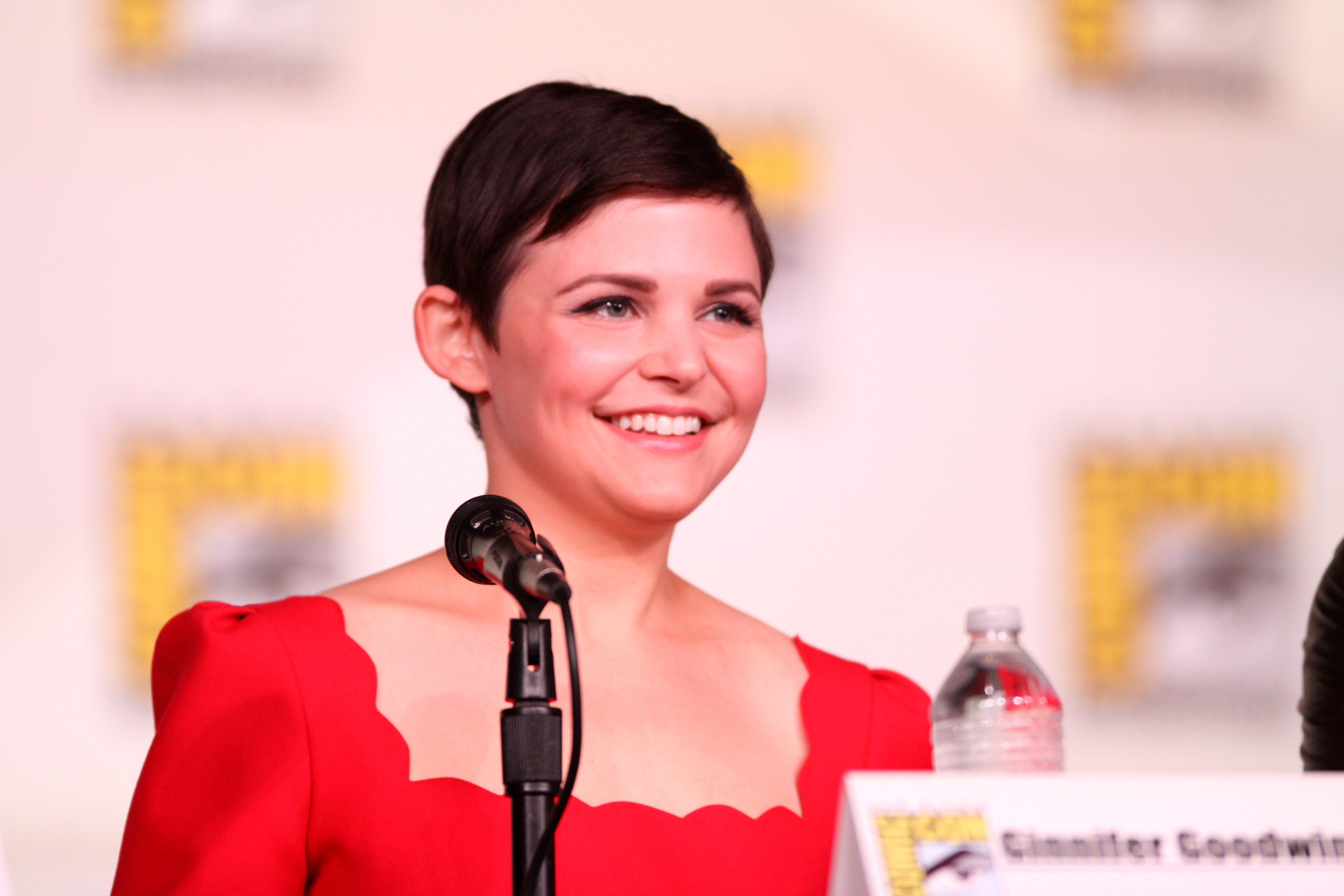
Ginnifer Goodwin, 2012
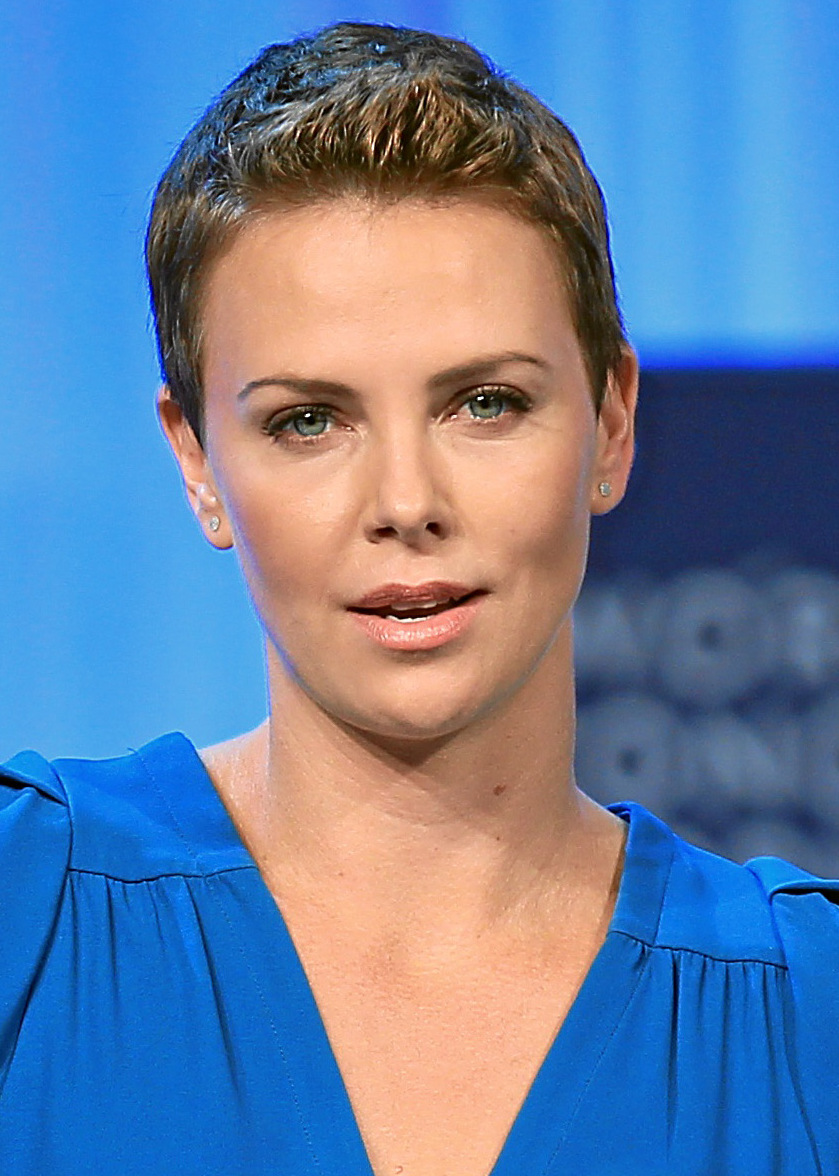
Charlize Theron, 2013